# Лагон
Лагон (фр. Lagon) — деревня и супрефектура в Чаде, расположенная на территории региона Западное Майо-Кеби. Входит в состав департамента Лак-Лере.

## Географическое положение
Деревня находится в юго-западной части Чада, к югу от реки Майо-Кеби, на высоте 335 метров над уровнем моря.
Населённый пункт расположен на расстоянии приблизительно 293 километров к юго-юго-западу (SSW) от столицы страны Нджамены.

## Население
По данным официальной переписи 2009 года численность населения Лагона составляла 71 532 человека (34 682 мужчины и 36 850 женщин). Население супрефектуры по возрастному диапазону распределилось следующим образом: 50,9 % — жители младше 15 лет, 44,7 % — между 15 и 59 годами и 4,5 % — в возрасте 60 лет и старше.

## Транспорт
Ближайший аэропорт расположен в городе Лере.

## Известные уроженцы
Прадедушка А.С. Пушкина Ганнибал Абрам Петрович в автобиографии, представленной в феврале 1742 года в Сенат при прошении о даровании дворянского диплома и герба, указывал, что происходил из знатного рода из африканского города Лагона, где его отец был владетельным князем, но не упоминал точного местоположения родовых владений.
«Родом я из Африки, тамошняго знатнаго дворянства. Родился во владении отца моего, в городе Лагоне, который и кроме того имел под собою ещё два города»